# Nathalie Auffret
 (janvier 2024).
Si vous disposez d'ouvrages ou d'articles de référence ou si vous connaissez des sites web de qualité traitant du thème abordé ici, merci de compléter l'article en donnant les références utiles à sa vérifiabilité et en les liant à la section « Notes et références ».
Pour les articles homonymes, voir Auffret.
Nathalie Auffret, née vers 1965 (état-civil à compléter), est une actrice, productrice et scénariste française.

## Biographie
Nathalie Auffret débute au cinéma comme actrice dans deux films sortis en 1988, Preuve d'amour de Miguel Courtois (film français, avec Gérard Darmon et Anaïs Jeanneret) et Le Plus Escroc des deux de Frank Oz (film américain tourné en France, avec Steve Martin et Michael Caine). Suivent entre autres Messieurs les enfants de Pierre Boutron (1996, avec Pierre Arditi et François Morel) et Épouse-moi de Harriet Marin (2000, avec Michèle Laroque et Vincent Perez).
À la télévision française, dès 1985, elle apparaît dans quelques séries et téléfilms, dont Nestor Burma (un épisode, 1993), Les Vacances de l'amour (un épisode, 1998) et Julie Lescaut (un épisode, 2004).
Épouse du réalisateur, producteur et scénariste Frédéric Fougea (né en 1961), elle est également connue comme Nathalie Auffret-Fougea. Occasionnellement productrice et scénariste, elle contribue notamment comme productrice associée (en plus d'actrice) au film Hanuman (1998) réalisé par son mari.

## Filmographie partielle
(actrice, sauf mention contraire ou complémentaire)

### Cinéma
- 1988 : Preuve d'amour de Miguel Courtois : Sophie Belleyme
- 1988 : Le Plus Escroc des deux (Dirty Rotten Scoundrels) de Frank Oz (film américain) : Marion
- 1990 : Rendez-vous au tas de sable de Didier Grousset : Présentatrice du Mondovision
- 1991 : On peut toujours rêver de Pierre Richard : Aude de L'Estrange
- 1991 : L'Amour coté en bourse (Road to Ruin) de Charlotte Brandström (film franco-américain) : la jeune femme à la galerie d'art
- 1991 : La Neige et le Feu de Claude Pinoteau : rôle non spécifié
- 1996 : Messieurs les enfants de Pierre Boutron : Moune
- 1998 : Hanuman de Frédéric Fougea : Alice (+ productrice associée)
- 2000 : Épouse-moi de Harriet Marin : la jeune femme
- 2009 : Erreur de la banque en votre faveur de Michel Munz et Gérard Bitton : la troisième convive

### Télévision
(séries, sauf mention contraire)
- 1985 : Mode in France, téléfilm documentaire de William Klein : un mannequin
- 1990 : Édouard et ses filles, mini-série, épisodes 1 et 3 : rôle non spécifié
- 1992-1996 : Les Seigneurs des animaux, série documentaire de Frédéric Fougea : narratrice
- 1993 : Nestor Burma, saison 2, épisode 6 Des kilomètres de linceuls de Joël Séria : Aurore
- 1995 : Extrême Limite, feuilleton, saison 2, épisode 5 Télécommande : Corinne
- 1996 : L'Un contre l'autre, feuilleton, épisode 1 Scène 1 et épisode 4 Scène 4 : Agathe
- 1996 : Sous le soleil, saison 1, épisode 9 État critique d'Éric Summer : Olivia
- 1997 : Jamais deux sans toi...t, saison 1, épisode 82 Piège infernal : Géraldine
- 1998 : Les Vacances de l'amour, saison 3, épisode 30 La Main dans le sac d'Emmanuel Fonlladosa : Baronne de Brookwood
- 2000 : Yéti, le cri de l'homme des neiges, téléfilm de Jérôme Cecil Auffret : rôle non spécifié (+ scénariste)
- 2001 : Une femme d'honneur, saison 5, épisode 2 À cœur perdu de Philippe Monnier : Lyne Declerque
- 2004 : Julie Lescaut, saison 13, épisode 3 Secrets d'enfants : Michelle
- 2005 : Diane, femme flic, saison 3, épisode 2 L'Apprenti : la femme en berline